# مهرجان الجزائر الدولي للسينما 2022
مهرجان الجزائر الدولي للسينما 2022  هو مهرجان سينمائي أقيمت دورته 11 في 2 ديسمبر 2022  تحت عنوان «سينما ذاكرة ومقاومة»  وشارك 60 فيلماً بين روائي ووثائقي وقصير، بعد غياب عامين بسبب جائحة فيروس كورونا.